# Stenoheriades maroccanus
Stenoheriades maroccanus is een vliesvleugelig insect uit de familie Megachilidae. De wetenschappelijke naam van de soort is voor het eerst geldig gepubliceerd in 1928 door Benoist.